# Große Sägeschrecke
Die Große Sägeschrecke (Saga pedo) ist eine räuberisch lebende Art der Langfühlerschrecken und gehört zu den größten und zugleich seltensten Insekten Europas.

## Vorkommen
Mittelmeerländer, südliches Mitteleuropa (auch im Wallis oder am Neusiedler See), Alpenländer südlich des Alpenhauptkammes, Südosteuropa, Naher und Mittlerer Osten bis Kasachstan.

## Ökologie und Erscheinung

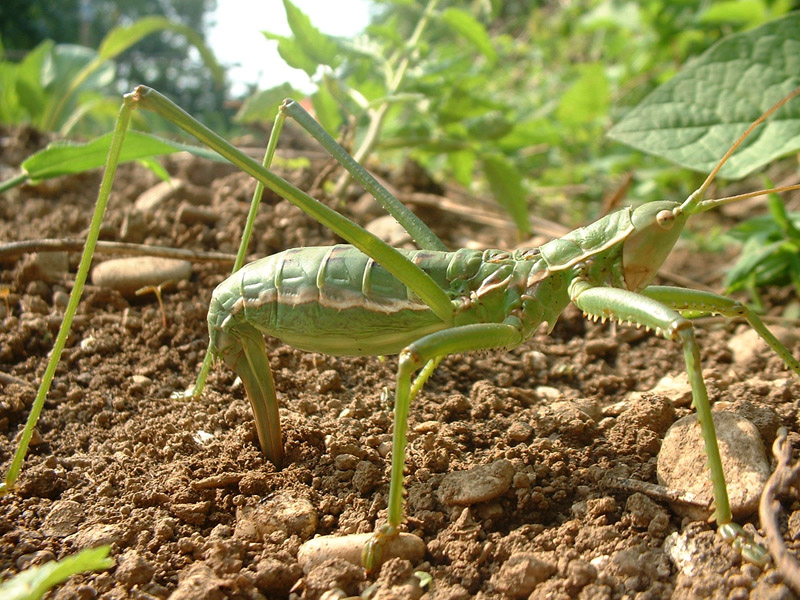
Zur Eiablage wird der Legeapparat in den Boden gebohrt

Bis zum 14. Juli 2005 wurden nur Weibchen der Großen Sägeschrecke beobachtet. Die Art pflanzt sich nach bisherigen Erkenntnissen nur parthenogenetisch fort: aus den unbefruchteten Eiern schlüpfen fast nur Weibchen, die 7–9 Zentimeter lang werden. Dazu kommt die Legeröhre, welche nach der letzten, der sechsten Häutung, 30–35 Millimeter misst. Die Grundfärbung ist grün, oft zieht sich ein helles Band den Körperseiten entlang vom Auge bis zur Hinterleibsspitze. Die vorderen und mittleren Schenkel und Schienen sind unten dornenbewehrt. Mit ihnen werden die Beutetiere ergriffen und festgehalten. Die Weibchen besitzen eine 30–35 mm lange, seitlich abgeflachte und leicht nach oben gebogene Legeröhre (Ovipositor), mit welcher die etwa 2 × 11 mm messenden, braunen Eier einzeln oder in kleinen Gruppen in die Erde, meist ins Wurzelwerk von Gräsern, abgelegt werden. Abhängig von den Wetterverhältnissen sind es insgesamt etwa 50–100 Eier. Nach frühestens zwei Wintern, oft noch später, schlüpfen die Larven (Nymphen) Anfang Mai aus den Eiern. Sie gleichen bereits den ausgewachsenen Tieren, die Legeröhre ist aber noch kaum sichtbar. Kopf-Rumpf-Länge und Fühler-Länge betragen nach dem Schlupf je etwa 15 mm.
Die Sägeschrecken bewohnen Busch- und Grasland, meistens auf kalkhaltigen Böden. Sie leben räuberisch und erbeuten vorwiegend andere Heuschrecken und Grillen, die mit dem vorderen- und dem mittleren Beinpaar gepackt und gegen die ebenfalls bedornte Brust gepresst werden. Selbst ausgewachsene Weibchen der Europäischen Gottesanbeterin (Mantis religiosa) werden überwältigt.

Große Sägeschrecke

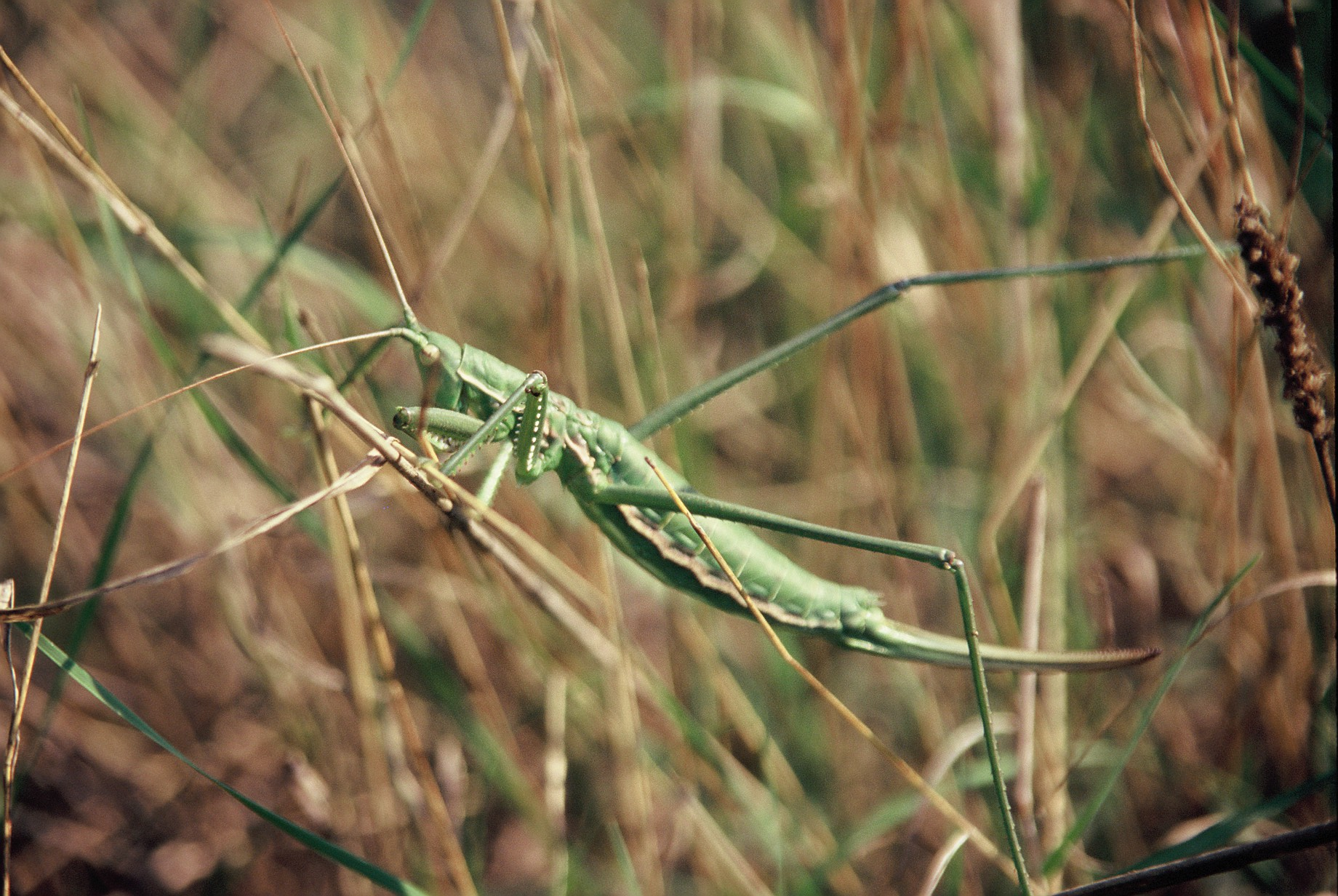
Große Sägeschrecke

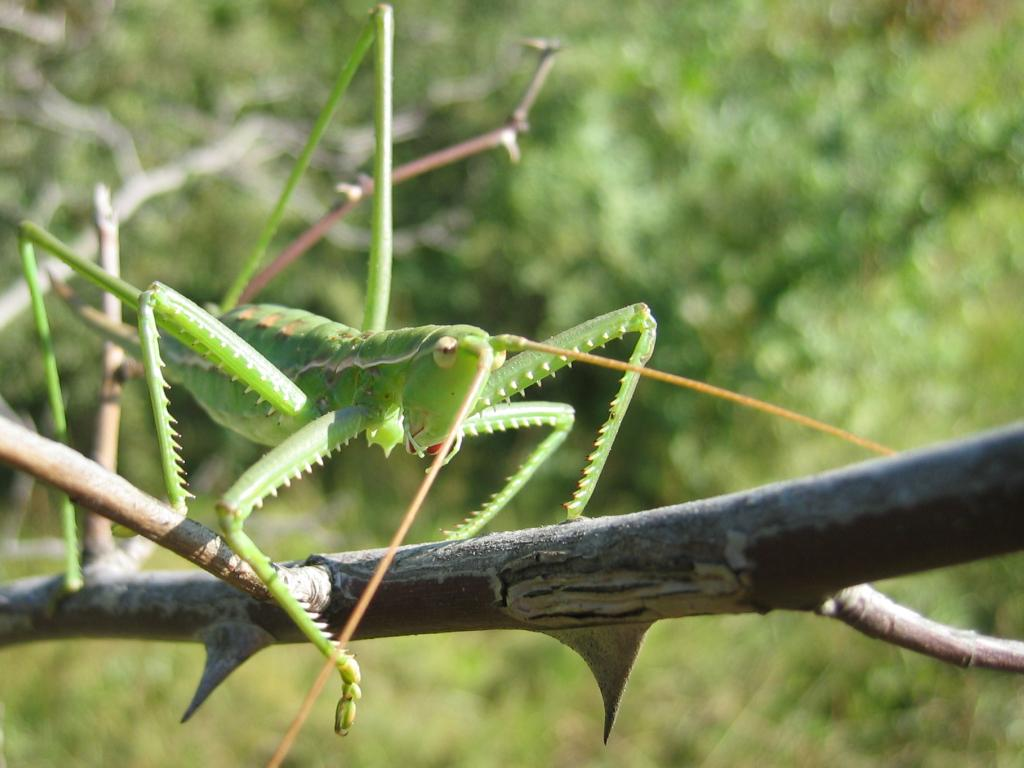
Eine Große Sägeschrecke in Österreich

Am 14. Juli 2005 wurde bei Martigny (CH/Wallis) zum vermutlich ersten Mal ein Männchen beobachtet und fotografiert. Es verschwand danach unauffindbar in der Vegetation, wurde aber am 31. Juli 2005 erneut beobachtet und fotografiert. Aufgrund der für die Art typischen Zeichnung wurde es eindeutig als Männchen der Sägeschrecke Saga pedo bestimmt. In der Schweiz kommt keine andere der 13 Saga-Arten vor, die 1967 von A. Kaltenbach als klar unterscheidbar anerkannt wurden. Bei dem neu entdeckten Männchen handelt es sich offenbar um das bisher erste in der Literatur dokumentierte Männchen. Bei allen anderen Sägeschrecken-Arten sind Männchen ebenso häufig wie Weibchen und es ist keine Parthenogenese bekannt.